# آندری کیسکا
آندری کیسکا 
(به اسلواکی: Andrej Kiska) (زادهٔ ۲ فوریه ۱۹۶۳) سیاست‌مدار اهل اسلواکی است. وی از ۱۵ ژوئن ۲۰۱۴ تا ۱۵ ژوئن ۲۰۱۹ رئیس‌جمهور اسلواکی بود.
آندری کیسکا، متولد سال ۱۹۶۳، میلیونر و فعال امور انسان‌دوستانه است. او در سال ۲۰۰۶ میلادی یک سازمان خیریه به نام «دابری انیل» (فرشته نیک) به راه انداخت که کارش جمع‌آوری کمک برای خانواده‌هایی است که عضوی دچار به بیماری سخت دارند.
آقای کیسکا، بازرگان و سیاست‌مداری ۵۱ ساله میانه‌رویی است که بدون نامزدی از سوی حزب خاصی، در دور دوم، بر رقیب اصلی خود روبرت فیتسو، نخست‌وزیر اسلواکی (۴۰.۶ درصد آرا) پیروز شد.

## انتخابات ریاست جمهوری
او نخستین رئیس‌جمهوری منتخب پس از استقلال آن کشور در سال ۱۹۹۳ از جمهوری چک است، که سابقه‌ای در حزب کمونیست ندارد.
در دور نخست این انتخابات کیسکا ۲۴ و فیتسو ۲۸ درصد آرا را کسب کرده بودند.
آندری کیسکا با کسب نزدیک به ۶۰ درصد آرا در انتخابات ریاست‌جمهوری اسلواکی، به پیروزی رسیده است.